# Ивами (провинция)
Ивами (яп. 石見国 Ивами но куни) — историческая область Японии в западной части о. Хонсю; соответствует западной части сегодняшней префектуры Симане. Граничит с провинциями Аки, Бинго, Идзумо, Нагато и Суо.

Карта исторических областей Японии — выделена область Ивами

Древняя столица находилась на территории современного города Хамада.